# ألان ويليامز (كرة سلة)
ألان ويليامز (بالإنجليزية: Alan Williams) مواليد 28 يناير 1993 في فينيكس، هو لاعب كرة سلة محترف أمريكي بدأ مسيرته الاحترافية في سنة 2015 يلعب مع فريق فينيكس صنز في الرابطة الوطنية لكرة السلة كلاعب وسط ويحمل الرقم 15. يبلغ طوله 6 قدم 8 بوصة (2.0 م).

## إحصائيات المسيرة

### الموسم الاعتيادي
| السنة   | الفريق     | لعب | بدأ | دقيقة | ميداني% | ثلاثية | حرة  | ارتداد | صنع | استلاب | تصدي | نقطة |
| ------- | ---------- | --- | --- | ----- | ------- | ------ | ---- | ------ | --- | ------ | ---- | ---- |
| 2015–16 | فينيكس صنز | 10  | 0   | 6.8   | .417    | .000   | .643 | 3.8    | .5  | .6     | .2   | 2.9  |
| المسيرة |            | 10  | 0   | 6.8   | .417    | .000   | .643 | 3.8    | .5  | .6     | .2   | 2.9  |

## روابط خارجية
- ألان ويليامز على موقع الدوري الأوروبي لكرة السلة (الإنجليزية)
- ألان ويليامز على موقع إن بي أي (الإنجليزية)
- ألان ويليامز على موقع دوري كرة السلة الياباني للمحترفين (اليابانية)
- ألان ويليامز على موقع سبورتس رفرنس (الإنجليزية)
- ألان ويليامز على موقع كرة السلة الأوروبية.كوم (الإنجليزية)
- ألان ويليامز على موقع DraftExpress.com (الإنجليزية)
- ألان ويليامز على موقع إي إس بي إن.كوم (الإنجليزية)
- ألان ويليامز على موقع كلية كرة السلة في سبورتس رفرنس.كوم (الإنجليزية)
- ألان ويليامز على موقع ريلجم (الإنجليزية)
- ألان ويليامز على موقع بروبوليرز (الإنجليزية)